# Mead Ranch, Arizona
Mead Ranch je naseljeno područje za statističke svrhe u američkoj saveznoj državi Arizona. Prema popisu stanovništva iz 2010. u njemu je živjelo 38 stanovnika.